# Oreoweisia delgadilloi
Oreoweisia delgadilloi är en bladmossart som beskrevs av H. Robinson och F. D. Bowers 1974. Oreoweisia delgadilloi ingår i släktet alpmossor, och familjen Dicranaceae. Inga underarter finns listade i Catalogue of Life.